# Inel semiprimitiv
În algebră un inel semiprimitiv sau inel semisimplu Jacobson este un inel al cărui radical Jacobson⁠(d) este zero. Acesta este un tip de inel mai general decât un inel semisimplu, dar unde modulele simple oferă încă suficiente informații despre inel. Inele precum inelul numerelor întregi sunt semiprimitive, iar un inel artinian semiprimitiv este un inel semisimplu.

## Definiție
Un inel este numit semiprimitiv sau semisimplu Jacobson dacă radicalul său Jacobson este un ideal nul.
Un inel este semiprimitiv dacă și numai dacă are un modul semisimplu⁠(d) stâng fidel. Proprietatea semiprimitivă este simetrică stânga-dreapta, deci un inel este semiprimitiv dacă și numai dacă are un modul semisimplu drept fidel.
Un inel este semiprimitiv dacă și numai dacă este un produs subdirect de inele primitive stângi.
Un inel comutativ este semiprimitiv dacă și numai dacă este un produs subdirect de corpuri comutative.
Un inel artinian stâng este semiprimitiv dacă și numai dacă este semisimplu. Astfel de inele sunt uneori numite inele semisimple artiniene.

## Exemple
- Inelul numerelor întregi este semiprimitiv, dar nu semisimplu.
- Orice inel primitiv este semiprimitiv.
- Produsul a două corpuri comutative este semiprimitiv, dar nu primitiv.
- Orice inel regulat von Neumann⁠(d) este semiprimitiv.

Nathan Jacobson însuși a definit un inel ca fiind semisimplu dacă și numai dacă este un produs subdirect de inele simple,. Totuși, aceasta este o noțiune mai strictă, deoarece inelul de automorfisme⁠(d) al unui spațiu vectorial infinit numărabil dimensional este semiprimitiv, dar nu este un produs subdirect de inele simple.